# 莫法特山
83°32′S 55°17′W / 83.533°S 55.283°W
莫法特山（英語：Mount Moffat）是南極洲的山峰，位於伊利沙伯女皇地，處於埃格山東北面7公里，屬於彭薩科拉山脈中尼普頓山脈的一部分，海拔高度1,250米，根據美國地質調查局的測量和美國海軍的空中照片被繪入地圖。